# Csillogó molyfélék
A valódi lepkék (Glossata) közé tartozó csillogó molyfélék (Schreckensteiniidae) családja főleg a déli féltekén terjedt el. Európában mindössze egy fajuk él, a fényes szedermoly (Schreckensteinia festaliella Hb., 1819), és ez a faj szórványosan Magyarországon is előfordul. Egyes rendszertanászok, a családot a külön számára létrehozott Schreckensteinioidea öregcsaládba sorolják.